# Poetas espasmódicos
Los poetas espasmódicos fueron un grupo de poetas británicos de la época victoriana. La «escuela espasmódica» debe su denominación al profesor Aytoun, quien parodió su estilo en Firmiliano. El epíteto, sin embargo, se lo aplicó por primera vez Carlyle a Byron.

## Origen de la «escuela espasmódica»
En mayo de 1854, una ostensible reseña de un volumen en preparación que habría de titularse Firmiliano despertó atención y curiosidad en el Blackwood's, y en el transcurso del año se publicó Firmiliano o el estudiante de Badajoz: una tragedia espasmódica, por T. Percy Jones. Era tan buena que Mr. Jones fue aceptado al principio como un nuevo bardo, pero pronto se vería que la obra era una broma rebuscada del profesor Aytoun, quien satirizaba en Firmiliano las extravagancias de Mr. P. J. Bailey, Dobell y Alexander Smith. El calificativo «espasmódico» resultaba tan afortunadamente descriptivo de las peculiaridades ridiculizadas que alcanzó instantáneamente calidad de patrón (Sir Theodore Martin, Memoir of Aytoun, p. 146). Aunque Aytoun disfrutaba de la diversión de ridiculizar los excesos de la "escuela espasmódica", sentía (como Blackie y otros profesores universitarios) una verdadera admiración por Smith, cuya obra dio a conocer al Blackwood's.
La escuela incluye a George Gilfillan, Philip James Bailey, John Stanyan Bigg, Dobell, Alexander Smith y, según algunos críticos, Gerald Massey. Se caracterizaba por una tendencia subyacente al descontento con el enigma de la existencia, por un empeño estéril, una lucha sin recompensa, una desazón escéptica, y por un esfuerzo inquieto en pos de lo inalcanzable. En consecuencia, reflejaba fielmente cierta fase del pensamiento del siglo XIX. Las creaciones de la escuela están marcadas por un exceso de metáforas y una extravagancia lingüística generalizada. Por otro lado, muestran una frescura y una originalidad a menudo ausentes en obras más convencionales.

## Autores

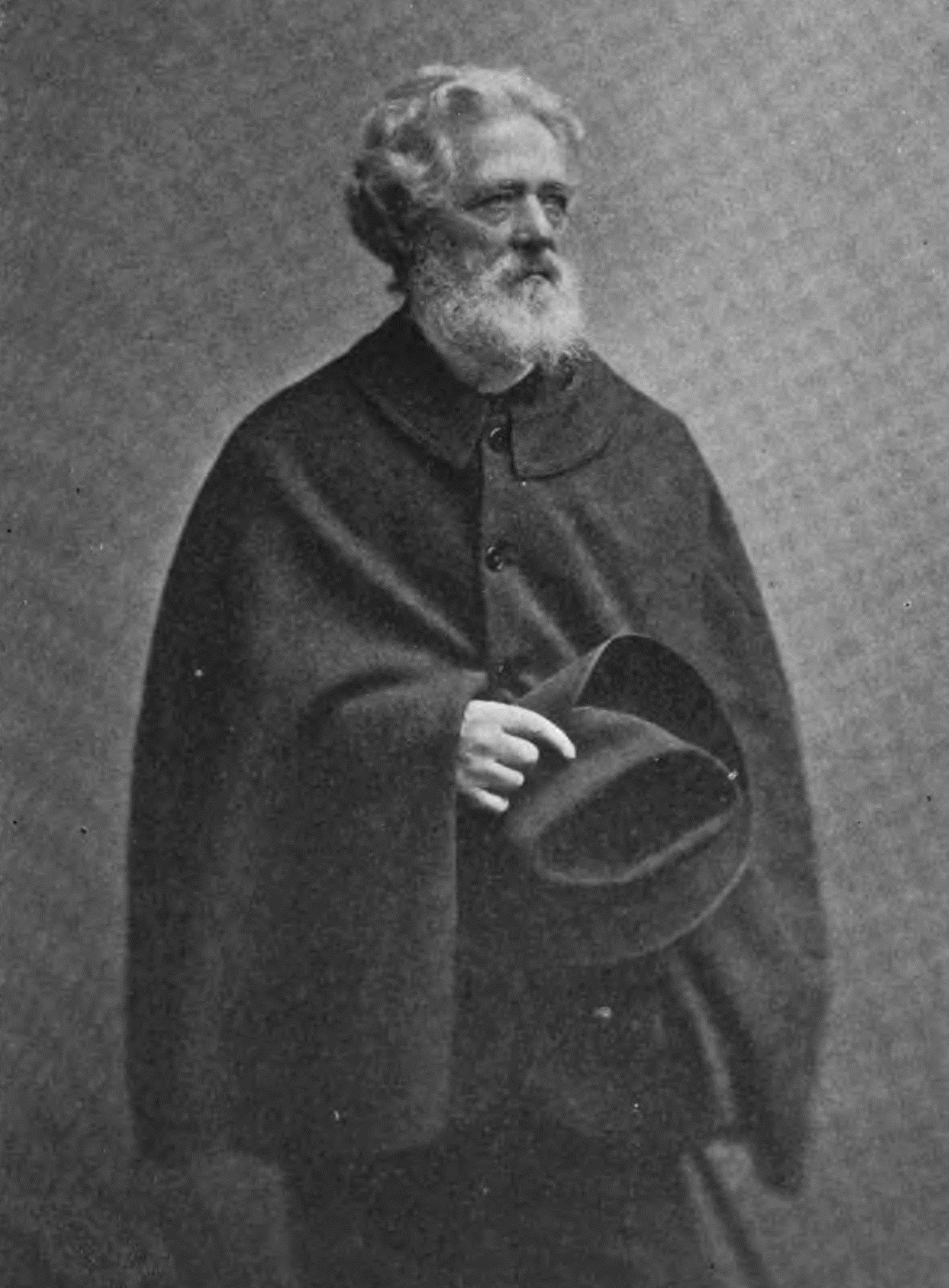
El poeta Philip James Bailey, fotografiado por A. W. Cox hacia 1901.

Philip James Bailey (1816-1902) fue un poeta de vida singularmente tranquila. Dedicó todas sus energías a la poesía. Su primer poemario, Festus (1839), es, por su audacia temática y el poder imaginativo y la altura moral que muestra, uno de los más notables de su siglo; como obra casi infantil, resulta ser un prodigio de precocidad intelectual. Para su composición, que le ocupó tres años, Bailey se inspiró en el Fausto de Goethe, obra cuya lectura le había influido poderosamente, adueñándose de su mente y su energía todas, pero que no logró satisfacer sus ideales morales, especialmente en su tratamiento del problema del mal. Junto con sus grandes cualidades, tiene numerosos defectos de ejecución, y su lugar definitivo dentro de la literatura está por determinar. Fue publicado de forma anónima, y obtuvo gran éxito, pero ha caído en un inmerecido aunque quizás temporal olvido. Entre sus mayores admiradores se contaba Tennyson. A base de adiciones y reescrituras, en la edición de 1889 (la undécima o jubilar), la obra alcanzaba más de 40.000 versos. Sus poemarios posteriores, El ángel terrenal y otros poemas (1850), que atrajo la atención de los prerrafaelistas, y fue considerada de manera entusiasta por W. M. Rossetti en su reseña en The Germ; The Mystic and other poems (1855); The Age (1858) y El himno universal (1867), fueron un fracaso, y el autor adoptó el desafortunado recurso de procurar sacar dichas composiciones a flote mediante la incorporación de amplios extractos en las sucesivas ediciones de Festus, con el único efecto del hundimiento de esta última.
El poder poético de Bailey nunca resultaría tan fresco y concentrado como en la primera edición de Festus. Sus ulteriores adiciones convirtieron el poema en un tratado teológico y metafísico, por lo que algunos críticos reivindicaron sus elevados méritos filosóficos, pero bajo el cual la poesía quedaba asfixiada. A menudo fue considerado como el padre de la escuela poética espasmódica, y satirizado como tal, junto con Alexander Smith y Sidney Dobell, por W. E. Aytoun.
Festus ha sufrido numerosos cambios e incorporaciones, pero sigue siendo un singular ejemplo de una muestra de trabajo virtualmente terminada en la juventud, y nunca suplantada o reforzada por logros posteriores de su autor. Es un vasto muestrario de teología y filosofía, que comprende en unas doce secciones una tentativa de representar la relación de Dios con el ser humano y del ser humano con Dios, de enfatizar la benignidad de la Providencia, de predicar la inmortalidad del alma, y de postular "un evangelio de fe y razón combinadas". Contiene hermosos versos y nobles meditaciones, pero su ambicioso tema, y una cierta incoherencia en el modo en que está elaborado, impiden que sea fácilmente legible por cualquiera salvo el más comprensivo estudioso.
John Stanyan Bigg (1828-1865), poeta y periodista, publicó en 1848 su primera obra, The Sea King (El rey del mar), un cantar de gesta en seis cantos, con muy copiosas notas históricas e ilustrativas. El romance surgió de un estudio de la Historia de los anglosajones de Sharon Turner. En su concepción tiene algo en común con la Ondina de Fouqué, aunque Bigg asegura que este libro le era desconocido en el momento de la composición de su propia obra. Con posterioridad marchó a Irlanda, pero previamente a su experiencia irlandesa, Bigg había escrito su poema más importante, La noche y el alma. Aparecería en 1854. En 1862 apareció su última obra, Escenas cambiantes y otros poemas.

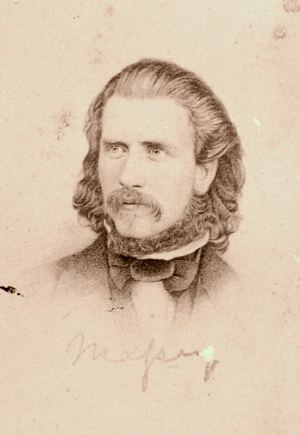
Fotografía de Gerald Massey, de autor desconocido, datada en 1856.

Gerald Massey (1828-1907) fue auspiciado en sus inicios por Maurice y Kingsley. Ya en 1848 publicó un primer volumen, Poemas y "chansons". En 1850 lanzó al mercado un segundo volumen de poesía, Voces de libertad y canciones de amor, que mostraba un genuino sentimiento poético, aunque el estilo resultaba tosco e indisciplinado. Al año siguiente dio la bienvenida a Kossuth a Inglaterra con un poema, y abogó con entusiasmo por la causa de la unificación italiana.
Massey estableció plenamente su posición como poeta de la libertad, el trabajo y el pueblo con un tercer volumen, La balada de Babe Christabel y otros poemas, que apareció en febrero de 1854. El libro, que trata del afecto conyugal y parental, así como de las ambiciones democráticas, alcanzó cinco ediciones en un año, y fue reeditado en Nueva York. A Babe Christabel le siguieron otros cinco volúmenes de poesía, a saber: La guerra espera (1855), poemas sobre la guerra de Crimea; El castillo de Craigcrook (1866); Robert Burns: una canción y otros poemas líricos (1859); La marcha de Havelock (1860), poemas sobre el motín de la India; y Un cuento de la eternidad y otros poemas (1869). Uno de los volúmenes citados incluye baladas que respiran un admirable ardor marcial y patriótico. Massey trató el tema de Sir Richard Grenville, con mucha fuerza y vitalidad, antes de que Tennyson pensara en utilizarlo. Así, la balada de Massey "El último combate de Sir Richard Grenville" es por su hermoso espíritu digna de un lugar junto al "Revenge" de Tennyson, que fue escrito mucho más tarde, y su tributo al dominio inglés de los mares en "Sea Kings (Los reyes del mar)" presagia claramente la "Song of the Dead (Canción de los muertos)" de Rudyard Kipling en The Seven Seas (Los siete mares, 1896). Después de 1860 Massey abandonó gradualmente la poesía por otros intereses que llegó a considerar más importantes, y su buena aceptación como poeta decayó. Massey poseía una genuina vena lírica, pero aunque musical a menudo, a veces resultaba áspero y tosco, y no prestaba suficiente atención a la forma y el acabado. La poesía de Massey posee un cierto elemento tosco y vigoroso de sinceridad y pujanza que explica con facilidad el porqué de su popularidad en el momento de su producción. La inspiración de su poesía es esencialmente británica; era patriota hasta la médula.
Sydney Thompson Dobell (1824-1874) fue un poeta precoz. De principio a fin vivió más en las alturas de un mundo ideal que en los caminos trillados de la vida. De ahí la sublimidad y las limitaciones de su obra. En 1850 apareció su primera obra, The Roman, bajo el seudónimo de «Sydney Yendys», y obtuvo gran popularidad. Inspirado por los turbulentos acontecimientos de la época, este poema dramático obtuvo, partiendo de su mérito intrínseco y de su armonía con un entusiasmo popular, un rápido y acusado éxito. Dobell visitó Suiza en el verano de 1851, y sus paisajes montañosos dejaron huella en toda su obra posterior. Su segundo poemario largo, Balder, cuya primera parte se publicó en 1854, resultó ser, de acuerdo con el público en general y la mayoría de los críticos, menos afortunada que The Roman. Resulta más difícil de leer, ya que fue más difícil de escribir. La mayoría de los lectores, buscando placer y diversidad, recularon ante sus violencias, se mostraron intransigentes frente a su monotonía, y malinterpretaron la moraleja de su dolorosa trama. El libro está inconcluso, pues se trata de un fragmento un tanto caótico de un proyecto incumplido, pero exhibe las más altas cotas de la imaginación del autor y sus más logradas imágenes de la Naturaleza. Las descripciones de Chamounix, del Coliseo, de la primavera y de un día de verano en la colina, casi sostienen las comparaciones que suscitan. El poema The Roman, consagrado al interés de la libertad política en Italia, está marcado por el patetismo, el vigor y el amor apasionado por la libertad, pero está sembrado de monólogos, que son llevados hasta un exceso monótono en Balder, mitigado siquiera este último por hermosos pasajes descriptivos, y por algunas conmovedoras canciones.
Conjuntamente con Alexander Smith, a quien estaba unido por estrechos lazos de hermandad literaria, publicó en 1855 una serie de Sonetos sobre la guerra de Crimea. A éstos les seguiría en 1856 un volumen de poemas dramáticos y descriptivos sobre el mismo tema, titulado Inglaterra en tiempo de guerra, que tuvo un éxito solo inferior al de The Roman. Las mejores composiciones de esta colección, como "Keith of Ravelston", "Lady Constance", "Una ducha en tiempos de guerra", "Hierba del campo de batalla", "Dead Maid's Pool", "Un sueño vespertino", "The Betsy Jane", etc., han encontrado, desde su profunda solidaridad y su flujo lírico, un lugar entre los mejores florilegios populares de la literatura inglesa.
Original e independiente de fórmulas rayanas en la agresividad, compartía por naturaleza ―en modo alguno por imitación― algunos de los defectos ―la ocasional oscuridad, las fatuidades supuestas y el distanciamiento― de la escuela del siglo XVII a la que el Dr. Johnson llamó metafísica; pero en excelsitud de pensamiento y en riqueza de imágenes sus mejores páginas han sido superadas por pocos o ninguno de sus contemporáneos. Su poesía está impregnada de esa atmósfera entusiasta que es el propósito de toda literatura perdurable para levantar el ánimo del lector. Los poemas de Dobell exhiben fantasía y brillantez en el lenguaje, pero carecen de simplicidad y, en ocasiones, tropiezan en su grandilocuencia y otros defectos de la denominada escuela espasmódica, a la que perteneció.
Una edición completa de sus poemas fue publicada en 1875 (en 2 volúmenes). Una selección de sus poemas, editada por W. Sharp, aparecería en febrero de 1887 en un pequeño volumen.

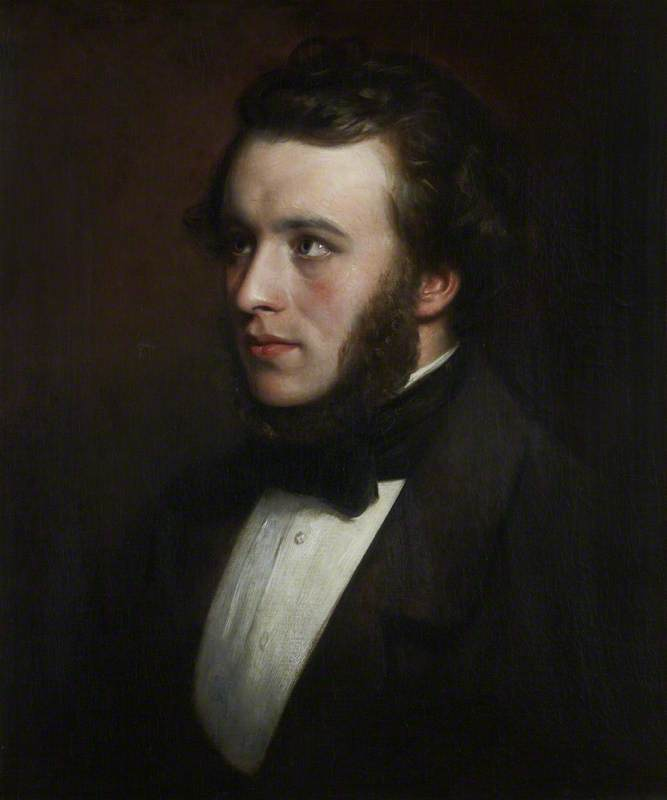
Retrato de Alexander Smith (c. 1856), obra del pintor escocés James Archer (1823-1904).

El escocés Alexander Smith (1830-1867) se dio pronto a conocer como un poeta prometedor. Su característica singularidad únicamente llegaría a ser reconocida después de haber presentado parte de su trabajo a George Gilfillan. Gracias a la mediación de Gilfillan, las muestras de su poesía aparecieron en 1851-52 en The Critic y en The Eclectic Review. Desde el principio, su trabajo fue objeto de una aguda controversia, y la aparición de su Life Drama en 1853 provocó una guerra literaria. A Life Drama and Other Poems (Un drama de la vida y otros poemas, 1853) era una obra prometedora, alcanzaría varias ediciones, y le valió a Smith el nombramiento de secretario de la Universidad de Edimburgo en 1854. El libro fue objeto de admiración; publicado en 1853, alcanzó una segunda edición ese año, y llegaría a una tercera en 1854, y a una cuarta en 1855. Marcados por la inexperiencia juvenil, y extravagantes en forma y metáforas, los poemas (especialmente la composición que da título a la obra) abundan en sólidos versos gnómicos y muestran un exquisito poder imaginativo. En el invierno de 1854 entabló amistad con Sydney Dobell, y ambos colaboraron en una serie de sonetos sobre la guerra de Crimea. El libro Sonetos de la guerra de Crimea, de Smith y Dobell, aparecería en 1855. Como sonetista, si bien era reflexivo y legible, Smith carece de fluidez y armonía de movimiento. En 1857 publicó City Poems, en el que alcanza un nivel superior con "Glasgow", "The Boy's Poem" y especialmente con "Squire Maurice", probablemente su realización poética más compacta y admirable. Su siguiente obra poética es Edwin of Deira (1861), una epopeya de Northumbria. En ella, Smith escribió un atractivo y enérgico poema, que exhibe un encomiable autocontrol y un método purificado. En 1868 aparecería Last Leaves, editado por Patrick Proctor Alexander. Sus poemas eran de un estilo rico y brillante, pero según algunos buenos críticos mostraban más fantasía que imaginación.
George Gilfillan (1813-1878), pastor, poeta y crítico escocés, fue un autor prolífico. Sin embargo, su único poemario importante fue el volumen titulado La noche: un poema (1867), en nueve libros. Su tema resultaba demasiado vasto, impreciso e inmanejable, y el resultado fue un fracaso. Como poeta, su estilo resultaba un tanto ampuloso.